# Денис Луи Бар
Денис Луи-Бар  (Лијеж,  1914 — 1999) била је  белгијска неуропатологистица. Остаће запамћена по открићу Луи Бар синдрома — дегенеративне болести мозга коју карактеришу прогресивна церебеларна атаксија, атетоидни покрети, нистагмус, спори дисартрични говор, телангиектазије булбарне коњунктиве, поновљене респираторне инфекције, ментална ретардација (50%) и повећана учесталост лимфоретикуларних малигних тумора.

## Живот и каријера
Денисе Бар је своју медицинску квалификацију стекла на Слободном универзитету у Бриселу 1939.
Убрзо након што се удала за Ф. Луија, грађевинског инжењера, почела је да користи презиме Луис-Бар.
Током 1940. године постала је резидент на Институту за неурологију Бунге у Антверпену, на коме је радила код неуропатолога Лудоа ван Божерија (1897−1989). Године 1943. именована је за инструктора фармакологије на Универзитету у Лијежу, а 1945. постала је неуропсихијатар на катедри за интерну медицину.
Луи-Бар и њен супруг су се 1957. преселили у Брисел, где је остатак каријере провела радећи са ментално хендикепираним оособама.